# Mauricio Neisa
Neisa  Alvarado est un nom espagnol. Le premier nom de famille, en général paternel, est Neisa ; le second, en général maternel, souvent omis, est Alvarado.
Mauricio Neisa Alvarado, né le 3 septembre 1981 à Sora, dans le département de Boyacá, est un coureur cycliste colombien, devenu une personnalité politique.

## Repères biographiques
Ancien cycliste professionnel, de 2004 à 2014, il participe à de nombreuses compétitions nationales et internationales, représentant différentes équipes de la ligue cycliste de Boyacá. Neisa remporte plusieurs étapes au cours de sa carrière sportive.
Il devient maire de sa ville natale, Sora, en 2015, pour un mandat de quatre ans.
En janvier 2022, se trouvant à Medellín pour sa campagne en vue de l'élection sénatoriale, il est victime d'un vol à main armée, qui se solde par une blessure par arme à feu au bras.

## Palmarès
- 2002
  - 1re étape de la Vuelta de la Juventud
- 2003
  -  Médaillé de bronze du championnat de Colombie du contre-la-montre espoirs
- 2004
  - 1re étape du Tour de Colombie
- 2005
  - 3e de la Vuelta al Tolima
  - 3e de la Doble Copacabana Grand Prix Fides
- 2006
  - 2e étape de la Clásica Internacional de Tulcán (es)
  -  Médaillé de bronze du championnat de Colombie du contre-la-montre
- 2009
  - 2e étape de la Clásica Club Deportivo Boyacá
  - 11e étape du Tour du Guatemala
- 2010
  - 1re étape de la Vuelta a Boyacá
  - 5e étape du Tour de Bolivie
  - Tour du Chiapas
  - 2e de la Vuelta a Boyacá
  - 3e du Tour de Bolivie
- 2011
  - 2e étape de la Vuelta a Santander